# 제1기 벤놀라 내각
제1기 벤놀라 내각(핀란드어: Vennolan ensimmäinen hallitus 벤놀란 엔심매이넨 할리투스[*])은 핀란드 공화국의 세 번째 내각이다.
1919년 8월 15일부터 1920년 3월 15일까지 성립했다. 소수여당내각이었다.
| 직책                                                     | 성명              | 재임기간                        | 정당 | 정당       |
| -------------------------------------------------------- | ----------------- | ------------------------------- | ---- | ---------- |
| 총리 Pääministeri                                        | 유호 벤놀라       | 1919년 8월 15일–1920년 3월 15일 |      | 국민진보당 |
| 외무장관 Ulkoasiainministeri                             | 루돌프 홀스티     | 1919년 8월 15일–1920년 3월 15일 |      | 국민진보당 |
| 법무장관 Oikeusministeri                                 | 헨리크 카헬린     | 1919년 8월 15일–1920년 3월 15일 |      | 국민진보당 |
| 전쟁장관 Sotaministeri                                   | 카를 에밀 베르그  | 1919년 8월 15일–1920년 3월 15일 |      | 무소속     |
| 내무장관 Sisäasiainministeri                             | 헤이키 리타부오리 | 1919년 8월 15일–1920년 3월 15일 |      | 국민진보당 |
| 재무장관 Valtiovarainministeri                           | 요한네스 루드손   | 1919년 8월 15일–1920년 3월 15일 |      | 국민진보당 |
| 종무교육장관 Kirkollis- ja opetusministeri               | 미카엘 소이니넨   | 1919년 8월 15일–1920년 3월 15일 |      | 국민진보당 |
| 농무장관 Maatalousministeri                              | 퀴외스티 칼리오   | 1919년 8월 15일–1920년 3월 15일 |      | 농업동맹   |
| 농무장관보 Apulaismaatalousministeri                     | 에로 하흘         | 1919년 8월 15일–1920년 3월 15일 |      | 농업동맹   |
| 운수공공장관 Kulkulaitosten ja yleisten töiden ministeri | 산테리 포햔팔로   | 1919년 8월 15일–1920년 3월 15일 |      | 국민진보당 |
| 상공장관 Kauppa- ja teollisuusministeri                  | 에로 에르코       | 1919년 8월 15일–1920년 3월 15일 |      | 국민진보당 |
| 사회장관 Sosiaaliministeri                               | 산테리 알키오     | 1919년 8월 15일–1920년 3월 15일 |      | 농업동맹   |
| 지역장관 Elintarveministeri                              | 미코 콜란         | 1919년 8월 15일–1920년 3월 15일 |      | 국민진보당 |
| 무임소장관 Salkuton ministeri                            | 미코 루오파얘르비 | 1919년 8월 15일–1920년 3월 15일 |      | 농업동맹   |

| 전임 카스트렌 내각 | 제3대 핀란드 공화국의 내각 1919년 8월 15일–1920년 3월 15일 | 후임 에리히 내각 |